# باغ علویان
باغ علویان (اَل‌اِیوان باغی) یکی از باغ‌های تاریخی شهر تبریز است که در محلهٔ گازران واقع شده بود. این باغ حاصل‌خیز در آخر خیابان لاله‌زار (شهرنو) قرار داشته و به وسیلهٔ ۳ قنات آبیاری می‌شده‌است. هم‌اکنون در محل این باغ، مراکز متعدد ورزشی احداث شده‌است.
در چهارم شهریورماه ۱۳۲۰ خورشیدی، اکثر باغ‌های تاریخی تبریز -از جمله باغ علویان- توسط نیروهای متفقین اشغال شد. بعدها نظامیان هندی ارتش بریتانیا در این باغ اسکان داده شدند. با شکست آلمان در جنگ جهانی دوم، نیروهای متفقین اکثر شهرهای ایران -از جمله تبریز- را ترک کردند؛ در حالی که باغ علویان هم‌چون سایر باغ‌ها، مراکز و تأسیس شهری تبریز به خرابهٔ بزرگی مبدل شده بود.